# Kék-Nílus

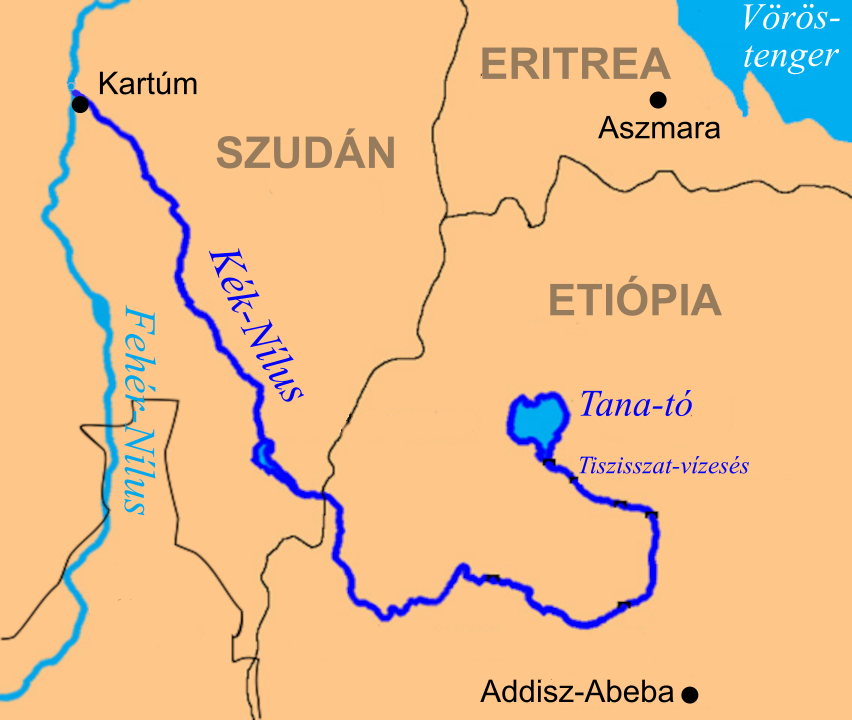
A Kék-Nílus térképe

A Kék-Nílus (amhara nyelven: Abbai, arabul an-Nīl al-Āzraq) folyó Afrika északkeleti részén, Etiópia és Szudán területén. A Fehér-Nílussal együtt a Nílus legfontosabb forrásága.

## Elnevezése
A folyó a nevét az általa szállított hordalékról kapta, mely főként áradások idején színezi feketére a vizet. A torkolatnál beszélt szudáni nyelvjárásban pedig a fekete és a kék színekre ugyanazt a szót használták.

## Futása
A Tana-tótól kb. 100 km-re délre ered a Gish-Abbai folyó, mely a tó legnagyobb táplálója, és a Kék-Nílus forrása. A tó déli oldalán lép ki belőle a tulajdonképpeni Kék-Nílus, majd délkelet felé folyva kb. 30 km után egy 400 km hosszú, helyenként 1500 m mély kanyont alakított ki, ami Etiópia számára komoly közlekedési akadályt képez.
A kanyon bejáratától 10 km-re van a 45 m magas Kék-Nílus-, más néven Tis Issat-vízesés (amhara nyelven: „füstölgő víz”), mely a környék egyik legjelentősebb turisztikai látványossága.
Innen dél, majd nyugat felé fordulva halad át az Etióp-magasföldön, végül északnyugat felé fordulva Szudán fővárosában, Kartúmban éri el a Nílus másik ágát 380 méteres tengerszint feletti magasságban.
A folyó áradása az esős szezonban, június és szeptember között van.

## Jelentősége
A Kék-Nílus a Nílus teljes vízhozamának 56%-át adja, a szintén az Etióp-magasföldön eredő Atbara folyóval együtt pedig a vízhozam 90%-át, a hordalékok 96%-át biztosítja. E két folyó okozta a Nílus áradásait, mely az ókori egyiptomi civilizáció kialakulásának nélkülözhetetlen feltétele volt.
A folyó energetikai felhasználása is jelentős, a szudáni Roseires és Sennar vízerőművei az ország villamosenergia-termelésének 80%-át adják. Az itteni víztározók pedig lehetővé tették a Gezira-alföld öntözését, ahol főleg gyapotot, búzát és takarmánynövényeket termelnek.

## Felfedezése
Az első európai, aki látta a folyót és Tana-tóból eredő forrását Pero Páez spanyol jezsuita volt 1613 április 21-én. A Tis Isaat-vízesést viszont 1565-ben kiadott emlékirataiban már leírta a spanyol Juan Bermúdez, sőt már a 15. században itt élt európaiak is, mint a portugál diplomata-felfedező Pêro da Covilhã (1460-1526) látták a folyót.
A mai etióp-szudáni határ szakadékai és a torkolat közötti szakaszt azonban csak 1821-ben járta be Frédéric Cailliaud francia utazó.
A folyó első végighajózását 1902-ben kísérelte meg egyidejűleg a fentről lefelé haladó amerikai W. W. Macmillan és a Kartúmtól felfelé tartó norvég B. H. Jenssen, ám mindkettőjük hajója szerencsétlenül járt. Jenssen 1905-ben már 300 mérföldre megközelítette a folyón a Tana-tavat. A felső szakaszt 1925 és 1933 között térképezte  fel Robert Ernest Cheesman (1878-1962) brit konzul. Ő viszont nem a folyóparton utazott, kb. 5000 mérföldes területet járt be szamárháton.
A Kék-Nílus etióp szakaszának első végighajózója az a 60 brit és etióp felfedező volt, akik Hailé Szelasszié császár kívánságára John Blashford-Snell (1936-) tábornok vezetésével 1968-ban a Tana-tótól az etióp-szudáni határig jutottak.
A folyó teljes szakaszát elsőként Pasquale Scaturro geológus és Gordon Brown filmes hajózta végig 2004-ben 114 nap alatt. Útjukról könyvet adtak ki és 2005-ben jelent meg az általuk készített Mystery of the Nile című IMAX-dokumentumfilm.
2005-ben pedig a kanadai Les Jickling és az új-zélandi Mark Tanner eveztek végig a Tana-tótól a Földközi-tengerig.

## Mellékfolyók
Etiópiában:
1. Bashilo: bal, 13242 km²
2. Jamma: bal, 15782 km²
  1. Wanchet
3. Muger: bal, 8188 km²
4. Guder: bal, 7011 km²
  1. Taranta
5. Finchaa: bal, 4089 km²
6. Temcha: jobb
7. May Dara: jobb
8. Didesa: bal, 19630 km²
9. Dabus (Yabus): bal, 21032 km²
10. Beles: jobb, 14200 km²

Szudánban: 
1. Khor Tumar: bal
2. Dindar: jobb, 480 km
  1. Galegu
  2. al Atsan
3. an-Rahad: jobb
  1. ash-Shuheir
  2. Fargha

## Városok a Kék-Nílus mentén
Etiópiában:
1. Bahir Dar
2. Dejen
3. Bambudi

Szudánban:
1. Kamba
2. Damazine
3. ar-Rusayris (Roseires): gát, víztározó
4. Singa
5. Maiurno
6. Sennar: 3025 m hosszú, 40 m magas gát, épült 1925-ben, víztározó
7. Wad Madani
8. Kartúm

## Érdekesség
A folyó felső szakaszát Etiópiában szentnek tartják, mert a Bibliában az Édenkert egyik folyójaként leírt Gihonnal azonosítják.

## Fordítás
- Ez a szócikk részben vagy egészben  a   Blue Nile című angol Wikipédia-szócikk fordításán alapul.  Az eredeti cikk szerkesztőit annak laptörténete sorolja fel. Ez a jelzés csupán a megfogalmazás eredetét és a szerzői jogokat jelzi, nem szolgál a cikkben szereplő információk forrásmegjelöléseként.